# حبیب سیسوکو
حبیب سیسوکو (انگلیسی: Habib Sissoko؛ زادهٔ ۲۴ مهٔ ۱۹۷۱) بازیکن فوتبال اهل فرانسه است.
از باشگاه‌هایی که در آن بازی کرده‌است می‌توان به باشگاه فوتبال پرستون نورث اند، باشگاه فوتبال کن، باشگاه فوتبال تورکی یونایتد، باشگاه فوتبال استاد برستوا ۲۹، باشگاه فوتبال لیریا، باشگاه فوتبال نیم المپیک، و باشگاه فوتبال ستاره سرخ اشاره کرد.